# Gideon Ståhlberg
Gideon Ståhlberg (Göteborg, 26 gennaio 1908 – Leningrado, 26 maggio 1967) è stato uno scacchista svedese, Grande maestro e Arbitro internazionale.
Vinse tre volte il campionato svedese (1927, 1932 e 1939) e il campionato nordico (1928, 1938 e 1939).
Nel 1950 gli fu assegnato dalla FIDE il titolo di Grande maestro.
Dopo le Olimpiadi di Buenos Aires 1939, non ritornò in Europa ma rimase in Sud America fino al 1948, partecipando e vincendo molti tornei, alcuni dei quali in competizione con Miguel Najdorf.
Partecipò per la Svezia a 13 Olimpiadi degli scacchi tra il 1928 e il 1964, sempre in prima scacchiera. Vinse con la squadra un argento nel 1935 e un bronzo nel 1933; individualmente ottenne invece un argento alle  Olimpiadi di Helsinki 1952 e un bronzo alle Olimpiadi di Varsavia 1935.
Nel 1950 e nel 1953 partecipò al torneo dei candidati al titolo di Campione del mondo; arbitrò inoltre i match per il Campionato del mondo tra il 1957 e il 1963.
Morì a San Pietroburgo (allora Leningrado), dove si era recato per disputare un torneo, nel 1967.

## Tornei e competizioni individuali
| Torneo                      | Città    | Posizione  | Classifica |
| 1934                        | 1934     | 1934       | 1934       |
| --------------------------- | -------- | ---------- | ---------- |
| Match con Aaron Nimzowitsch | Göteborg | (+4 =2 -2) | vinto      |